# Ehrhart Körting

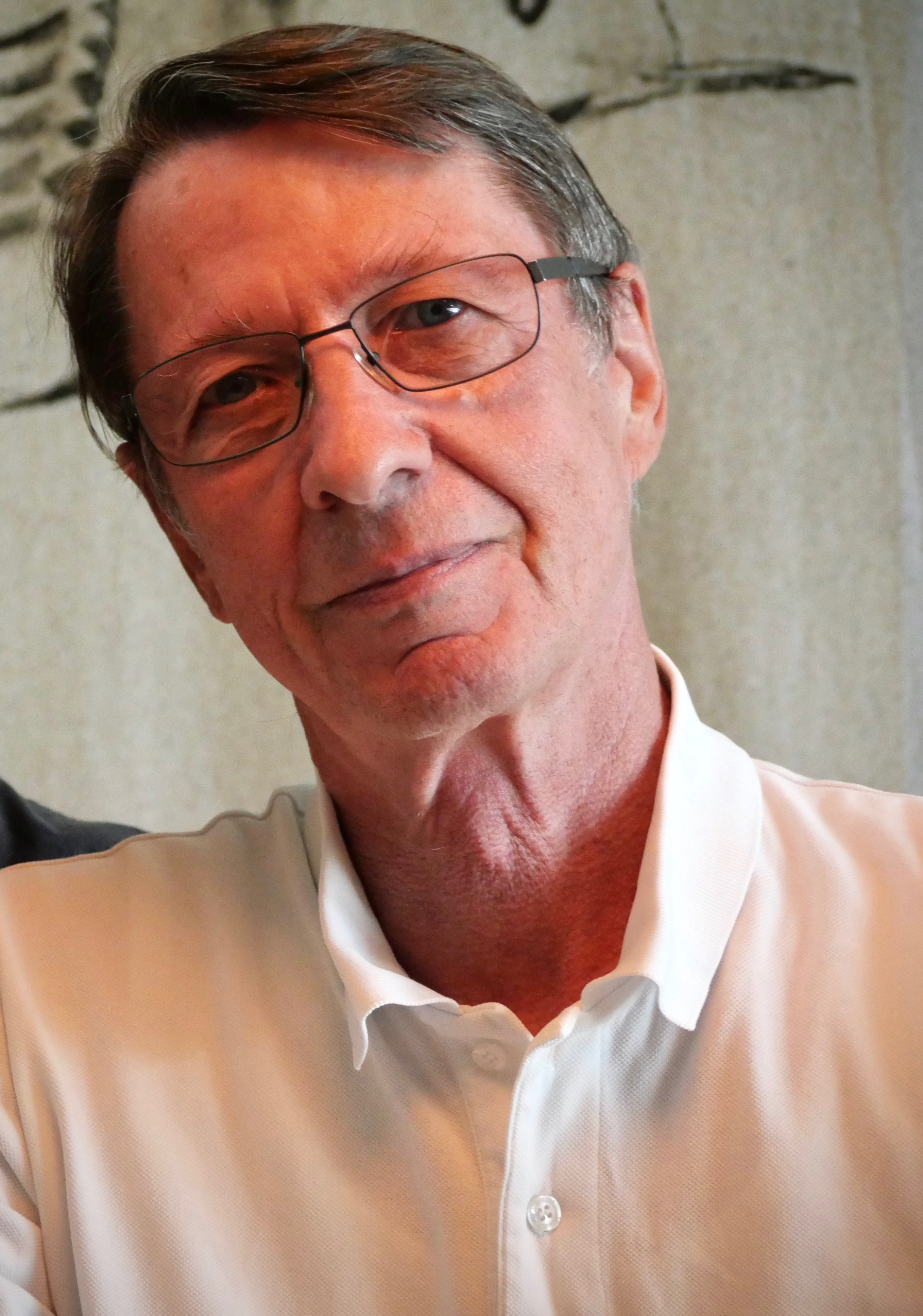
Ehrhart Körting (2019), ehemaliger Berliner Politiker (SPD)

Ehrhart Körting (* 22. Juni 1942 in Berlin) ist ein ehemaliger deutscher Politiker (SPD). Er war von 1997 bis 1999 Justizsenator und von 2001 bis 2011 Innensenator des Landes Berlin.

## Leben und politische Arbeit
Körting ist promovierter Jurist, in zweiter Ehe verheiratet und hat fünf Kinder. Er trat 1971 in die SPD ein und war Anhänger Harry Ristocks. Von 1992 bis 1997 war er Vizepräsident am Verfassungsgerichtshof des Landes Berlin. 1997 wurde er als Nachfolger von Lore Maria Peschel-Gutzeit als Justizsenator in den Senat des Regierenden Bürgermeisters Eberhard Diepgen gewählt.
Nach der Abgeordnetenhauswahl 1999 schied er aus dem Senat aus, übernahm jedoch bei der Neubildung des Senats am 16. Juni 2001 unter dem Regierenden Bürgermeister Klaus Wowereit das Amt des Senators für Inneres und wurde auch nach den Wahlen vom 21. Oktober 2001 und 17. September 2006 jeweils in dieses Amt berufen. Am 27. Oktober 2011 gab er bekannt, für den neuen Senat nicht mehr zur Verfügung zu stehen. Nach seinem Ausscheiden aus dem Senat wurde Körting am 7. Juni 2012 zum Präsidenten des Behinderten- und Rehabilitations-Sportverbandes e. V. gewählt, diese Position besetzte er bis 2018.
Im Jahr 2003 wurde Körting ein Big Brother Award für seine umstrittene Rechtfertigung der so genannten stillen SMS durch die Berliner Polizei verliehen. Körting war innerhalb der Innenressort-Chefs für seine eher liberale, aber zumindest diskussionsfreudige Haltung bekannt. So nahm er als einziger Länder-Innenminister 2006 in Nürnberg an der Verleihung der Auszeichnung Abschiebeminister 2006 teil, die von Nichtregierungsorganisationen (NGO) vergeben wird.
Körting beklagte die Ausschreitungen vom Ersten Mai in Kreuzberg 2009. Von der CDU wurde Körting kritisiert, da er die Gewalttaten mit einer Vergewaltigung verglichen hatte. FDP-Generalsekretär Dirk Niebel warf ihm vor, Sexual- und Gewaltstraftaten mit solchen Vergleichen zu bagatellisieren. Er selbst bezeichnete den Vergleich als möglicherweise unglücklich und erläuterte ihn so:
„Was ich aber damit sagen wollte: Jeder, der die körperliche Integrität eines Menschen so angreift, begeht eine schwere Straftat. Ob er nun als erster handelt oder es anderen nachmacht, ändert nichts an seinem Vergehen.“
Körting deckte die Änderungen in der Polizeistrategie, die von Polizeipräsident Dieter Glietsch vorgenommen wurden.
Nach einer von Bundesinnenminister Thomas de Maizière im November 2010 herausgegebenen Terrorwarnung für Deutschland mahnte Körting die Bevölkerung zur Meldung verdächtiger Personen, falls diese
„sich nie blicken lassen oder ähnlich, und die nur Arabisch oder eine Fremdsprache sprechen, die wir nicht verstehen.“
Diese Aussage korrigierte er nach Kritik des „Türkischen Bundes in Berlin-Brandenburg“ und betonte, dass es sich bei verdächtigen Aktivitäten um Waffen oder verdächtige Pakete handele, nicht aber um die Denunziation ganzer Bevölkerungsgruppen.
In der Einbürgerungsdebatte von 2006 betonte Körting, dass er einen Einbürgerungstest für falsch halte. „Wir brauchen Bürger, die sich mit diesem Staat identifizieren,“ sagte Körting. Wie dieses Bekenntnis zum Staat geschieht, müsse auf Bundesebene geregelt werden nicht auf Landesebene.
2011 empfing er eine Delegation aus engen Mitarbeitern des tschetschenischen Präsidenten Kadyrow, obwohl das Auswärtige Amt eindringlich vor offiziellen Kontakten zu dieser Delegation warnte.
Im Zuge der Berliner NSU-Affäre trat Ehrhart Körting im September 2012 aus der Bund-Länder-Kommission Rechtsterrorismus zurück, die infolge der Aufdeckung des Nationalsozialistischen Untergrunds eingesetzt wurde und der er seit Dezember 2011 angehört hatte. Er wolle angesichts der Affäre um einen V-Mann des Berliner Landeskriminalamtes „nicht den Anschein von Befangenheit erwecken“, berichtete der Berliner Tagesspiegel. Sein Nachfolger war Karl Peter Bruch.
In einem Artikel, der im Dezember 2015 im Berliner Tagesspiegel erschien, kritisierte er, dass in der Flüchtlingskrise von Bundeskanzlerin Angela Merkel die „Bundesrepublik Deutschland, ein gut durchorganisierter Rechtsstaat“ innerhalb von Monaten in einen Staat verwandelt worden ist, in dem „ein Teil der rechtsstaatlichen Organisation aus falsch verstandener Humanität außer Kraft gesetzt wurde“.
In einem weiteren Artikel im Tagesspiegel, der 2016 erschien, äußerte sich Körting kritisch gegenüber Merkel und ihrer Ohnmacht in der Flüchtlingsdebatte: „Wenn wir den Rechtsstaat mit einem Mantel der falschen Nächstenliebe, aus falsch verstandener political correctness außer Kraft setzen, verlieren wir ihn.“ Seine Meinung zum Kopftuch im öffentlichen Dienst hat er geändert. Für Lehrerinnen verstelle das Verbot einen möglichen Emanzipationsweg für Frauen aus konservativen Familien. Die Diskriminierung durch Zweige der Wirtschaft, die sich weigerten, Frauen mit Kopftuch unter Berufung auf das Neutralitätsgesetz zu beschäftigen, verurteilte er. Das Neutralitätsgesetz beziehe sich nur auf Staatsdiener.
Körting engagierte sich auch im Bereich des Dialogs mit Vertretern von Berliner Muslimen. Hierbei legte er Wert darauf, einen alternativen Blick zu dem des Verfassungsschutzes zu bekommen. Deshalb ernannte er im Jahr 2010 Sawsan Chebli zur Grundsatzreferentin für interkulturelle Angelegenheiten bei der Berliner Innenverwaltung. Seine Dialoginitiativen sind jedoch nicht unumstritten. Der Integrationsbeauftragte von Berlin-Neukölln, Arnold Mengelkoch, hält Körtings mehrfache Besuche in der Al-Nur-Moschee für einen Fehler. Diese machte öffentlich Werbung mit einem Dankschreiben Körtings. Im Jahr 2014 formulierte Körting den Entwurf zu einem Staatsvertrag des Landes Berlin mit Vertretern islamischer Vereine und Moscheen. Zu den von Körting vorgesehenen Vertragspartnern gehörten viele Vereine, die als verfassungsfeindlich gelten, so auch der Trägerverein der Al-Nur-Moschee. Der Berliner SPD-Fraktionschef Raed Saleh distanzierte sich von dem Entwurf und bezeichnete viele der darin vorgeschlagenen Partner als ungeeignet.
Von 2016 bis 2018 war Körting ehrenamtlich als Sprecher der „Expertenkommission Innere Sicherheit“ der SPD Sachsen tätig. Diese war damit beauftragt, eine umfassende Bewertung der Sicherheitsstruktur des Freistaates Sachsen vorzunehmen, welche samt der Verbesserungsvorschläge im Abschlussbericht im Januar 2018 vorgelegt wurde.

## Senatsmitgliedschaften
- Senat Diepgen IV – Senator für Justiz, ab November 1997
- Senat Wowereit I – Senator für Inneres
- Senat Wowereit II – Senator für Inneres
- Senat Wowereit III – Senator für Inneres und Sport